# Línia de Kármán

Capes de l'atmosfera (no és a escala)

La Línia de Kármán és l'altitud definida internacionalment que s'acostuma a fer servir per a definir el límit entre l'atmosfera i l'espai exterior. D'acord amb les definicions de la Fédération Aéronautique Internationale (FAI) aquesta línia se situa a 100 km d'altitud sobre la superfície terrestre (tècnicament 100 km sobre el nivell de la mar). La denominació és en honor del científic hongarès Theodore von Kármán.
Al voltant d'aquesta altitud l'atmosfera terrestre es torna tan fina que és negligible en concepte aeronàutic, i s'hi esdevé, a més a més, un augment significatiu de la temperatura atmosfèrica i de la interacció amb la radiació solar.

## Descripció
Parlant pròpiament no existeix res que no es pugui definir com a la fi de l'atmosfera. Una atmosfera tècnicament no acaba a cap altura concreta, sinó que a poc a poc es va fent més tènue quan es va augmentant l'altitud per sobre la superfície del planeta.
Durant els anys 50, mentre estudiava l'aeronàutica i l'astronàutica, von Kármán va descobrir que qualsevol vehicle que provés de volar per damunt d'una altitud d'aproximadament 100 km, per a obtenir la sustentació aerodinàmica necessària per a mantenir el vol, a causa de la poca densitat de l'atmosfera a aquesta altitud, havia de volar més de pressa que la velocitat que li caldria per a entrar en òrbita. Un comitè internacional va recomanar a la FAI la línia de 100 km i, després de la seva adopció, va ser internacionalment reconeguda com la frontera de l'espai exterior.
La FAI no empra paraules com "frontera de l'espai" o "inici de l'espai exterior", la línia de Kármán és emprada simplement per a definir una altura a partir de la qual definir si les activitats d'un vehicle formen part de l'astronàutica o de l'aeronàutica. Així ho reflecteix la FAI en les següents definicions extretes de la seva web:
- Aeronàutica -- Per als propòsits de la FAI, activitat aèria, inclosos tots els esports aeris, feta per sota dels 100 km d'altitud per sobre de la superfície terrestre.
- Astronàutica -- Per als propòsits de la FAI, qualsevol activitat feta a més de 100 km d'altitud per sobre de la superfície de la Terra.

Així doncs aquesta línia, més que definir els límits de l'atmosfera terrestre, serveix per a separar les activitats aeronàutiques de les astronàutiques. Col·lateralment també serveix per a definir qui és un pilot i qui és un astronauta o cosmonauta.